# إرنست كوهن
إرنست جوليوس كوهن (بالهولندية: Ernst Julius Cohen)‏ (7 مارس 1869 - 5 مارس 1944)، كيميائي يهودي هولندي اشتهر باشتغاله في مجال تآصل الفلزات. وقد درس الكيمياء تحت إشراف سفانت أرهنيوس في ستكهولم، هنري مواسان في باريس، وياكوبس فانت هوف في أمستردام. وفي 1893 أصبح مساعد ياكوبس فانت هوف وفي 1902 عين أستاذا للكيمياء الفيزيائية في جامعة أوتريخت، وهو منصب تقلده حتى استقالته عام 1939. وطيلة حياته، كان كوهن يدرس تآصل القصدير. وقام كوهن بعدة أبحاث شملت تعدد أشكال كل من العناصر والمركبات الفوتوغرافية الكيميائية، الكيمياء الكهربائية، الكيمياء الانضغاطية، وتاريخ العلوم. وقد نشر أكثر من 400 ورقة علمية والعديد من الكتب.
في 1913 أصبح عضوا في الأكاديمية الملكية الهولندية للفنون والعلوم، وأجبر عام 1942 على الاستقالة منها. ثم انتخب عضوا في الجمعية الملكية في 1926.
ووفقا لمارغت شولزي جانزي في كتابها العلم في ألمانيا النازية فقد كانت له جهود كبيرة في إعادة العلاقات مابين علماء أوروبا الغربية وزملاء ألمانيا بعد الحرب العالمية الأولى. وقد قتل في 5 مارس 1944، في غرفة الغاز في معسكر أوشفيتز بيركينو.

## روابط خارجية
- إرنست كوهن على موقع الموسوعة البريطانية (الإنجليزية)